# Manca Dorrer
Manca Dorrer, slovenska gledališka in filmska igralka, * 16. januar 1977, Ljubljana.
Na Fakulteti za družbene vede v Ljubljani je študirala komunikologijo, igre pa se je učila na Gledališki in lutkovni šoli (GILŠ), danski Evropski filmski šoli, v newyorškem igralskem studiu William Esper Studio ter na različnih seminarjih in delavnicah.
Igrala je v več filmih slovenske produkcije, leta 2003 je prejela nagrado za najboljšo žensko vlogo na 43. mednarodnem filmskem festivalu v Solunu za vlogo v svojem prvem celovečercu Slepa pega. 
Zmagala je na izboru Supermodel Slovenije 1994.

## Filmografija
- Anina provizija (2016, celovečerni igrani film)
- Prepisani (2011, celovečerni igrani film)
- Neke druge zgodbe (2010, celovečerni igrani omnibus)
- Tea (2006, celovečerni igrani film)
- Nič novega, nič pretiranega (2005, kratki igrani film)
- Delo osvobaja (2004, celovečerni igrani TV film)
- Desperado tonic (2004, celovečerni igrani omnibus)
- Pesnikov portret z dvojnikom (2003, celovečerni igrani film)
- Ljubljana (2002, celovečerni igrani film)
- Slepa pega (2002, celovečerni igrani film)
- Kaj bi še rad? (1999, diplomski igrani film)
- Rop stoletja (1998, diplomski igrani film)
- Outsider (1997, celovečerni film)